# Гауфское сельское поселение
Гауфское сельское поселение — муниципальное образование в Азовском немецком национальном районе Омской области России.
Административный центр — деревня Гауф.

## География
Сельское поселение расположено в северо-восточной части Азовского немецкого национального муниципального района. Граничит со Звонарёвокутским сельским поселением того же районами, а также с Омским и Таврическим районами области. 

## История
В 2004 году был образован Гауфский сельский округ Азовского немецкого национального района путём выделения из Звонарёвокутского сельского округа. В том же году получил статус сельского поселения.

## Население
| 2010  | 2011  | 2012  | 2013  | 2014  | 2015  | 2016  |
| ----- | ----- | ----- | ----- | ----- | ----- | ----- |
| 1212  | ↗1213 | ↗1244 | ↗1271 | ↗1311 | ↗1312 | ↗1320 |
| 2017  | 2018  | 2019  | 2020  | 2021  | 2023  |       |
| ↗1321 | ↗1327 | ↗1342 | ↗1365 | ↗1434 | ↘1417 |       |

## Населённые пункты
| № | Населённый пункт | Тип населённого пункта          | Население |
| - | ---------------- | ------------------------------- | --------- |
| 1 | Гауф             | деревня, административный центр | ↘1417     |